# Giorgio Brambilla (ciclista)
Giorgio Brambilla (Lecco, 19 settembre 1988) è un ex ciclista su strada italiano, professionista dal 2010 al 2014. Nel 2017 è stato direttore sportivo del team Tirol e dall'agosto 2018 fino a fine anno ha ricoperto la stessa carica nel team Cofidis.
Da febbraio 2019 è conduttore del canale di ciclismo web GCN Italia con Alan Marangoni.

## Palmarès
- 2005 (Juniores)

2ª tappa Grand Prix Rüebliland (Laufenburg > Laufenburg)
- 2012 (Leopard-Trek Continental Team, una vittoria)

Dorpenomloop Rucphen